# Évêché de Courlande
Pour les articles homonymes, voir Courlande (homonymie).
1234–1562
Entités précédentes :
- Ordre teutonique

Entités suivantes :
- Duché de Courlande
- Powiat de Pilten

L'évêché de Courlande est une principauté ecclésiastique située dans l'ouest de l'actuelle Lettonie, autour de la ville de Piltene.
Il est formé en 1234 et disparaît en 1562, pendant la guerre de Livonie. Il est rattaché au grand-duché de Lituanie, puis intégré au nouveau duché de Courlande.

## Liste des évêques de Courlande
- 1234-1236/7 : Engelbert
- 1251-1263 : Heinrich von Lützelburg
- 1263-1292 : Edmund von Werth
- avant 1300-1321? : Burkhard
- 1322-1330/2? : Paul
- 1328-1331/2 : Johann Ier
- 1332-1353 : Johan II
- 1354-1359? : Ludolf
- avant 1360-1371? : Jakob
- 1371-1398? : Otto
- 1399-1404? : Rutger von Brüggenei
- 1405-1424 : Gottschalk Schutte
- 1424-1425 : Dietrich Tanke
- 1425-1456 : Johann Tiergart
- 1457-1473 : Paul II Einwald
- 1473-1500 : Martin Lewitz
- 1500-1500 : Michael Sculteti
- 1501-1523 : Heinrich II Basedow
- 1524-1540 : Hermann II Ronneberg
- 1540-1560 : Johann IV von Münchhausen
- 1560-1583 : Magnus de Holstein